# Ekebergia
Ekebergia es  un género botánico de árboles con 26 especies descritas y de estas, solo 4 aceptadas, pertenecientes a la familia Meliaceae. Es originario de Madagascar.

## Taxonomía
El género fue descrito por Anders Sparrman y publicado en Kongl. Vetenskaps Academiens Handlingar 40: 282. 1779. La especie tipo es: Ekebergia capensis Sparrm.	

## Especies aceptadas
A continuación se brinda un listado de las especies del género Ekebergia aceptadas hasta enero de 2013, ordenadas alfabéticamente. Para cada una se indica el nombre binomial seguido del autor, abreviado según las convenciones y usos.
- Ekebergia benguelensis Welw. ex C.DC.
- Ekebergia capensis Sparrm.
- Ekebergia pterophylla (C.DC.) Hofmeyr
- Ekebergia pumila I.M.Johnst.